# Offenbacher Fußball-Club Kickers 1901 2003-2004
Questa voce raccoglie le informazioni riguardanti l'Kickers Offenbach nelle competizioni ufficiali della stagione 2003-2004.

## Stagione
Nella stagione 2003-2004 il Kickers Offenbach, allenato da Ramon Berndroth, Lars Schmidt, Co-Manfred Binz e Hans-Jürgen Boysen, concluse il campionato di Regionalliga sud al 13º posto. In Coppa di Germania il Kickers Offenbach fu eliminato al primo turno dall'Eintracht Francoforte.

## Rosa
| N. |                                 | Ruolo | Calciatore         |
| -- | ------------------------------- | ----- | ------------------ |
| 2  | Germania (bandiera)             | C     | Matthias Dworschak |
| 3  | Germania (bandiera)             | D     | Markus Happe       |
| 4  | Germania (bandiera)             | D     | Steffen Menze      |
| 5  | Germania (bandiera)             | D     | Stefan Dolzer      |
| 6  | Germania (bandiera)             | C     | Thorsten Judt      |
| 7  | Bosnia ed Erzegovina (bandiera) | C     | Bruno Akrapović    |
| 8  | Italia (bandiera)               | C     | Angelo Barletta    |
| 9  | Germania (bandiera)             | A     | Michael Petry      |
| 10 | Germania (bandiera)             | C     | Michael Sternkopf  |
| 11 | Germania (bandiera)             | C     | Christian Hock     |
| 13 | Germania (bandiera)             | A     | Sascha Licht       |
| 14 | Germania (bandiera)             | D     | Michael Bodnar     |
| 14 | Paesi Bassi (bandiera)          | D     | Marvin Dolion      |
| 16 | Italia (bandiera)               | D     | Dario Fossi        |

| N. |                               | Ruolo | Calciatore         |
| -- | ----------------------------- | ----- | ------------------ |
| 17 | Grecia (bandiera)             | P     | Ioanis Takidis     |
| 18 | Germania (bandiera)           | C     | Samir Naciri       |
| 20 | Germania (bandiera)           | C     | Christian Müller   |
| 21 | Brasile (bandiera)            | P     | César Thier        |
| 22 | Turchia (bandiera)            | A     | Suat Türker        |
| 23 | Marocco (bandiera)            | C     | Zaki Tammaoui      |
| 24 | Germania (bandiera)           | D     | Jens Wöll          |
| 24 | Macedonia del Nord (bandiera) | A     | Hebib Izairi       |
| 25 | Germania (bandiera)           | A     | Daniele Fiorentino |
| 26 | Germania (bandiera)           | D     | Fouad Brighache    |
| 27 | Grecia (bandiera)             | D     | Dimos Charisteas   |
| 28 | Germania (bandiera)           | A     | Gustav Policella   |
| 29 | Danimarca (bandiera)          | C     | Ole Budtz          |
| 30 | Germania (bandiera)           | C     | Adrian Mahr        |

## Organigramma societario
Area tecnica
- Allenatore: Hans-Jürgen Boysen
- Allenatore in seconda: Manfred Binz
- Preparatore dei portieri: René Keffel
- Preparatori atletici:
- Analisi video:

## Calciomercato

### Sessione estiva
| Acquisti | Acquisti         | Acquisti             | Acquisti |
| R.       | Nome             | da                   | Modalità |
| -------- | ---------------- | -------------------- | -------- |
| D        | Dimos Charisteas | Arīs Salonicco       |          |
| C        | Bruno Akrapović  | Rot-Weiß Erfurt      |          |
| D        | Stefan Dolzer    | Wehen Wiesbaden      |          |
| C        | Christian Hock   | Magonza              |          |
| C        | Thorsten Judt    | RW Oberhausen        |          |
| A        | Sascha Licht     | Waldhof Mannheim     |          |
| D        | Steffen Menze    | Union Berlino        |          |
| A        | Gustav Policella | Greuther Fürth       |          |
| A        | Suat Türker      | Borussia Neunkirchen |          |

| Cessioni | Cessioni           | Cessioni                         | Cessioni |
| R.       | Nome               | a                                | Modalità |
| -------- | ------------------ | -------------------------------- | -------- |
| A        | Hrvoje Vlaović     | Verl                             |          |
| D        | Thorsten Becht     | Wiesbaden                        |          |
| C        | Oscar Corrochano   | Eintracht Francoforte II         |          |
| C        | Christos Kagiouzis | Xanthī                           |          |
| D        | Dexter Langen      | Dinamo Dresda                    |          |
| A        | Samel Šabanović    | Kreuzlingen                      |          |
| D        | Andrew Sarfo       | Template:Calcio KSV Klein-Karben |          |
| A        | Nazir Saridogan    | Darmstadt                        |          |
| C        | Alexander Stenzel  | Germania Ober-Roden              |          |
| D        | Mounir Zitouni     | FSV Francoforte                  |          |

### Sessione invernale
| Acquisti | Acquisti      | Acquisti      | Acquisti |
| R.       | Nome          | da            | Modalità |
| -------- | ------------- | ------------- | -------- |
| C        | Ole Budtz     | Cercle Bruges |          |
| D        | Marvin Dolion | Telstar       |          |
| D        | Markus Happe  | Colonia       |          |

| Cessioni | Cessioni            | Cessioni       | Cessioni |
| R.       | Nome                | a              | Modalità |
| -------- | ------------------- | -------------- | -------- |
| C        | Carsten Schönefeld  | Eschborn       |          |
| A        | Christian Knappmann | Neumünster     |          |
| C        | Patrick Falk        | Sachsen Lipsia |          |

## Risultati

### Regionalliga

#### Girone di andata
| Arbitro: | Schalk |

|                           |           |                |
| Türker 32’, 53’ Licht 50’ | Marcatori | 76’ Schnetzler |

| Arbitro: | Albrecht |

|  |           |           |
|  | Marcatori | 58’ Licht |

| Arbitro: | Brombacher |

|               |           |         |
| Dworschak 18’ | Marcatori | 35’ Ihm |

| Arbitro: | Stark |

|                             |           |          |
| Nagorny 8’ Menze 21’ (aut.) | Marcatori | 5’ Menze |

| Arbitro: | Pickel |

|  |           |                           |
|  | Marcatori | 21’ Hebestreit 69’ Kresin |

| Arbitro: | Braun |

|                                   |           |                     |
| Dworschak 75’ (aut.) Kolinger 87’ | Marcatori | 15’ Menze 39’ Petry |

| Arbitro: | Schmidt |

|                          |           |                                     |
| Barletta 10’ (rig.), 23’ | Marcatori | 35’ (rig.), 84’ Thiebaut 39’ Hagner |

| Arbitro: | Wack |

|                 |           |                          |
| Seeber 15’, 75’ | Marcatori | 28’ Dworschak 88’ Türker |

| Arbitro: | Steinborn |

|  |           |                                                    |
|  | Marcatori | 4’ Misimović 55’ Jungwirth 65’ Hauser 74’ Guerrero |

| Arbitro: | Sippel |

|  |           |                |
|  | Marcatori | 30’, 41’ Petry |

| Arbitro: | Merk |

|          |           |  |
| Judt 64’ | Marcatori |  |

| Arbitro: | Walz |

|                   |           |                                  |
| Altıntop 23’, 65’ | Marcatori | 6’ (rig.) Barletta 18’ Policella |

| Arbitro: | Probst |

|  |           |                                       |
|  | Marcatori | 73’ Barletta 89’ Türker 90’ Akrapović |

| Arbitro: | Fleischer |

|               |           |                                           |
| Policella 64’ | Marcatori | 10’ Leifermann 85’ Steiner 87’ Zimmermann |

| Arbitro: | Perl |

|                       |           |                            |
| Mason 27’ Kovacec 37’ | Marcatori | 38’ Judt 77’ (rig.) Türker |

| Arbitro: | Kempter |

|                                           |           |          |
| Barletta 3’ (rig.) Türker 31’, 49’ (rig.) | Marcatori | 85’ Bode |

| Arbitro: | Greth |

|                        |           |                      |
| Ollhoff 21’ Sieger 74’ | Marcatori | 34’ Türker 54’ Petry |

#### Girone di ritorno
| Arbitro: | Dingert |

|                |           |  |
| Fuchs 18’, 43’ | Marcatori |  |

| Arbitro: | Schiffner |

|          |           |  |
| Judt 18’ | Marcatori |  |

| Arbitro: | Albrecht |

|           |           |  |
| Kühne 45’ | Marcatori |  |

| Arbitro: | Stark |

|               |           |                         |
| Policella 68’ | Marcatori | 36’ Nagorny 89’ Neticha |

| Arbitro: | Maier |

|                |           |  |
| Hebestreit 90’ | Marcatori |  |

| Arbitro: | Palilla |

|  |           |                                                     |
|  | Marcatori | 40’, 45’ Popović 65’ Lützler 81’ Brendel 83’ Kanyuk |

| Arbitro: | Schalk |

|              |           |           |
| Thiebaut 59’ | Marcatori | 68’ Petry |

| Arbitro: | Greth |

|                     |           |             |
| Barletta 30’ (rig.) | Marcatori | 73’ Rogosic |

| Arbitro: | Raquet |

|                                  |           |            |
| Deisler 31’ Ottl 81’ Sakarya 90’ | Marcatori | 83’ Türker |

| Arbitro: | Kircher |

|                                                    |           |                            |
| Petry 13’ Türker 46’ Policella 81’, 90’ Naciri 86’ | Marcatori | 34’ Weikl 83’ Bettenstaedt |

| Stoccarda 24 aprile 2004, ore 14:30 CEST 28ª giornata | Kickers Stoccarda | 0 – 0 referto | Kickers Offenbach | Waldau-Stadion (3 260 spett.)\| Arbitro: \| Kempter \| |
| Arbitro:                                              | Kempter           |               |                   |                                                        |

| Arbitro: | Brych |

|           |           |  |
| Happe 20’ | Marcatori |  |

| Offenbach am Main 8 maggio 2004, ore 14:30 CEST 30ª giornata | Kickers Offenbach | 0 – 0 referto | Feucht | Stadion am Bieberer Berg (3 172 spett.)\| Arbitro: \| Sahler \| |
| Arbitro:                                                     | Sahler            |               |        |                                                                 |

| Arbitro: | Schalk |

|                               |           |                                   |
| Zimmermann 76’ Leifermann 80’ | Marcatori | 10’ Dworschak 49’ Judt 75’ Türker |

| Arbitro: | Maier |

|                        |           |                                       |
| Budtz 23’ Barletta 27’ | Marcatori | 22’ Donato 38’ Deißenberger 67’ Mason |

| Arbitro: | Kammerer |

|            |           |                      |
| Löring 87’ | Marcatori | 15’ Müller 20’ Budtz |

| Arbitro: | Kempter |

|            |           |                              |
| Türker 24’ | Marcatori | 45’ (rig.) Ollhoff 80’ Ropic |

### Coppa di Germania
| Arbitro: | Fandel |

|                                    |                      |                              |
| Petry 22’                          | Marcatori            | 55’ Frommer                  |
| Falk Judt Barletta Knappmann Thier | Tiri di rigore 3 – 4 | Skela Çipi Kreuz Preuß Jones |

## Statistiche

### Statistiche di squadra
| Competizione      | Punti | In casa | In casa | In casa | In casa | In casa | In casa | In trasferta | In trasferta | In trasferta | In trasferta | In trasferta | In trasferta | Totale | Totale | Totale | Totale | Totale | Totale | DR |
| Competizione      | Punti | G       | V       | N       | P       | Gf      | Gs      | G            | V            | N            | P            | Gf           | Gs           | G      | V      | N      | P      | Gf     | Gs     | DR |
| ----------------- | ----- | ------- | ------- | ------- | ------- | ------- | ------- | ------------ | ------------ | ------------ | ------------ | ------------ | ------------ | ------ | ------ | ------ | ------ | ------ | ------ | -- |
| Regionalliga sud  | 43    | 17      | 6       | 3       | 8       | 23      | 30      | 17           | 5            | 7            | 5            | 24           | 23           | 34     | 11     | 10     | 13     | 47     | 53     | -6 |
| Coppa di Germania | -     | 1       | 0       | 1       | 0       | 1       | 1       | 0            | 0            | 0            | 0            | 0            | 0            | 1      | 0      | 1      | 0      | 1      | 1      | 0  |
| Totale            | 43    | 18      | 6       | 4       | 8       | 24      | 31      | 17           | 5            | 7            | 5            | 24           | 23           | 35     | 11     | 11     | 13     | 48     | 54     | -6 |

### Andamento in campionato
| Giornata  | 1 | 2 | 3 | 4 | 5 | 6  | 7  | 8  | 9  | 10 | 11 | 12 | 13 | 14 | 15 | 16 | 17 | 18 | 19 | 20 | 21 | 22 | 23 | 24 | 25 | 26 | 27 | 28 | 29 | 30 | 31 | 32 | 33 | 34 |
| --------- | - | - | - | - | - | -- | -- | -- | -- | -- | -- | -- | -- | -- | -- | -- | -- | -- | -- | -- | -- | -- | -- | -- | -- | -- | -- | -- | -- | -- | -- | -- | -- | -- |
| Luogo     | C | T | C | T | C | T  | C  | T  | C  | T  | C  | T  | T  | C  | T  | C  | T  | T  | C  | T  | C  | T  | C  | T  | C  | T  | C  | T  | C  | C  | T  | C  | T  | C  |
| Risultato | V | V | N | P | P | N  | P  | N  | P  | V  | V  | N  | V  | P  | N  | V  | N  | P  | V  | P  | P  | P  | P  | N  | N  | P  | V  | N  | V  | N  | V  | P  | V  | P  |
| Posizione | 2 | 3 | 2 | 7 | 9 | 10 | 11 | 11 | 14 | 12 | 9  | 10 | 9  | 10 | 11 | 8  | 8  | 11 | 7  | 10 | 12 | 13 | 15 | 16 | 15 | 15 | 15 | 15 | 14 | 14 | 13 | 15 | 12 | 13 |

Legenda:

Luogo: C = Casa; T = Trasferta. Risultato: V = Vittoria; N = Pareggio; P = Sconfitta.

### Statistiche dei giocatori
| Giocatore     | Regionalliga sud | Regionalliga sud | Regionalliga sud | Regionalliga sud | Coppa di Germania | Coppa di Germania | Coppa di Germania | Coppa di Germania | Totale   | Totale | Totale      | Totale     |
| Giocatore     | Presenze         | Reti             | Ammonizioni      | Espulsioni       | Presenze          | Reti              | Ammonizioni       | Espulsioni        | Presenze | Reti   | Ammonizioni | Espulsioni |
| ------------- | ---------------- | ---------------- | ---------------- | ---------------- | ----------------- | ----------------- | ----------------- | ----------------- | -------- | ------ | ----------- | ---------- |
| B. Akrapović  | 27               | 1                | 10               | 0                | 1                 | 0                 | 0                 | 0                 | 28       | 1      | 10          | 0          |
| A. Barletta   | 32               | 7                | 7                | 0                | 1                 | 0                 | 0                 | 0                 | 33       | 7      | 7           | 0          |
| M. Bodnar     | 13               | 0                | 1                | 0                | 0                 | 0                 | 0                 | 0                 | 13       | 0      | 1           | 0          |
| F. Brighache  | 21               | 0                | 3                | 1                | 1                 | 0                 | 0                 | 0                 | 22       | 0      | 3           | 1          |
| O. Budtz      | 13               | 2                | 3                | 0                | 0                 | 0                 | 0                 | 0                 | 13       | 2      | 3           | 0          |
| D. Charisteas | 0                | 0                | 0                | 0                | 0                 | 0                 | 0                 | 0                 | 0        | 0      | 0           | 0          |
| M. Dolion     | 2                | 0                | 0                | 0                | 0                 | 0                 | 0                 | 0                 | 2        | 0      | 0           | 0          |
| S. Dolzer     | 7                | 0                | 1                | 1                | 1                 | 0                 | 1                 | 0                 | 8        | 0      | 2           | 1          |
| M. Dworschak  | 34               | 3                | 3                | 0                | 1                 | 0                 | 0                 | 0                 | 35       | 3      | 3           | 0          |
| P. Falk       | 5                | 0                | 1                | 0                | 1                 | 0                 | 0                 | 0                 | 6        | 0      | 1           | 0          |
| D. Fiorentino | 8                | 0                | 0                | 0                | 0                 | 0                 | 0                 | 0                 | 8        | 0      | 0           | 0          |
| D. Fossi      | 5                | 0                | 1                | 0                | 0                 | 0                 | 0                 | 0                 | 5        | 0      | 1           | 0          |
| M. Happe      | 14               | 1                | 0                | 0                | 0                 | 0                 | 0                 | 0                 | 14       | 1      | 0           | 0          |
| C. Hock       | 14               | 0                | 2                | 0                | 0                 | 0                 | 0                 | 0                 | 14       | 0      | 2           | 0          |
| H. Izairi     | 1                | 0                | 0                | 0                | 0                 | 0                 | 0                 | 0                 | 1        | 0      | 0           | 0          |
| T. Judt       | 33               | 4                | 7                | 0                | 1                 | 0                 | 0                 | 0                 | 34       | 4      | 7           | 0          |
| C. Knappmann  | 8                | 0                | 1                | 0                | 1                 | 0                 | 0                 | 0                 | 9        | 0      | 1           | 0          |
| S. Licht      | 17               | 2                | 4                | 0                | 0                 | 0                 | 0                 | 0                 | 17       | 2      | 4           | 0          |
| A. Lorenz     | 2                | 0                | 0                | 0                | 0                 | 0                 | 0                 | 0                 | 2        | 0      | 0           | 0          |
| A. Mahr       | 22               | 0                | 2                | 0                | 0                 | 0                 | 0                 | 0                 | 22       | 0      | 2           | 0          |
| S. Menze      | 13               | 2                | 0                | 0                | 1                 | 0                 | 0                 | 0                 | 14       | 2      | 0           | 0          |
| C. Müller     | 31               | 1                | 6                | 0                | 1                 | 0                 | 0                 | 0                 | 32       | 1      | 6           | 0          |
| S. Naciri     | 20               | 1                | 2                | 0                | 0                 | 0                 | 0                 | 0                 | 20       | 1      | 2           | 0          |
| M. Petry      | 24               | 6                | 5                | 1                | 1                 | 1                 | 1                 | 0                 | 25       | 7      | 6           | 1          |
| G. Policella  | 27               | 5                | 4                | 0                | 1                 | 0                 | 0                 | 0                 | 28       | 5      | 4           | 0          |
| C. Schönefeld | 6                | 0                | 2                | 0                | 0                 | 0                 | 0                 | 0                 | 6        | 0      | 2           | 0          |
| M. Sternkopf  | 1                | 0                | 0                | 0                | 0                 | 0                 | 0                 | 0                 | 1        | 0      | 0           | 0          |
| I. Takidis    | 3                | 0                | 0                | 0                | 0                 | 0                 | 0                 | 0                 | 3        | 0      | 0           | 0          |
| Z. Tammaoui   | 7                | 0                | 2                | 0                | 0                 | 0                 | 0                 | 0                 | 7        | 0      | 2           | 0          |
| C. Thier      | 32               | 0                | 1                | 1                | 1                 | 0                 | 0                 | 0                 | 33       | 0      | 1           | 1          |
| S. Türker     | 28               | 12               | 3                | 1                | 1                 | 0                 | 0                 | 0                 | 29       | 12     | 3           | 1          |
| J. Wöll       | 0                | 0                | 0                | 0                | 0                 | 0                 | 0                 | 0                 | 0        | 0      | 0           | 0          |